# خوسيه فرناندو فوماغالي
خوسيه فرناندو فوماغالي (بالبرتغالية: Fumagalli‏) (5 أكتوبر 1977 في البرازيل – )؛ هو لاعب كرة قدم سابق كان يلعب كمهاجم.

## وصلات خارجية
- خوسيه فرناندو فوماغالي على موقع رابطة كرة القدم اليابانية للمحترفين (اليابانية)
- خوسيه فرناندو فوماغالي على موقع دوري كوريا الجنوبية (الإنجليزية)
- خوسيه فرناندو فوماغالي على موقع قاعدة بيانات كرة القدم.إي يو (الإنجليزية)
- خوسيه فرناندو فوماغالي على موقع Soccerway.com (الإنجليزية)
- خوسيه فرناندو فوماغالي على موقع عالم كرة القدم.نت (الإنجليزية)